# عنکبوت‌های لحاف‌دوز کوتوله
عنکبوت‌های لحاف‌دوز کوتوله (نام علمی: Hahniidae) نام یک تیره از infraorder تارتنک‌ریختان است.